# Русская мебель
Русская мебель — собирательное обозначение изделий мебели, производимых на территории России с начала XVIII века до современности. В истории искусства русская мебель этого периода рассматривается как одна из историко-региональных разновидностей декоративно-прикладного искусства либо в качестве оригинальной национальной художественной школы.

## Ранний период
В XVI—XVII столетиях русские плотники делали традиционные для крестьянских ремёсел сундуки, скамьи, табуреты, небольшие шкафчики и стулья. В конце XVII века при московском дворе царя Алексея Михайловича появлялись «столы немецкие и польские» с резьбой и росписью по чёрному, золотому и серебряному фону. Причём роспись выполняли русские мастера.
С 1660-х годов в мастерских Оружейной палаты в Москве работали иностранные мастера, которые изготавливали дорогую мебель с применением техники фанерования, интарсии и орнаментальной резьбы. В начале XVIII века, в петровскую эпоху мебель для новых петербургских интерьеров привозили в основном из Голландии и Северной Германии, городов Ганзейского союза: массивные дубовые с резьбой «гамбургские» и «данцигские» шкафы, «гишпанские» кресла с бархатной обивкой или тиснёной кордовской кожей «гвадамасиле». При этом многие интерьеры сохраняли элементы русского быта конца XVII века.
Помимо привозной мебели делали и свою. Указом царя Петра I в 1721 году плотникам было предписано строить избы и селиться в Санкт-Петербурге на правом берегу реки Невы у впадения в неё речки Охты. Мастеров «приписывали» к Адмиралтейскому ведомству, поскольку они работали на корабельных верфях, но они оставались «вольными», поэтому подрабатывали, изготавливая мебель, в том числе дорогую, используя навыки резьбы по дереву. Отсюда названия: «охтенские мастера», «охтенская мебель», «корабельная резь». Со временем охтенские мастера стали делать и дорогую мебель по английским и французским образцам.
В 1716 году в Санкт-Петербург прибыл французский архитектор Жан-Батист Александр Леблон с целым штатом мастеров, среди которых был рисовальщик-орнаменталист и резчик по дереву Николя Пино. До 1740-х годов в Петербурге работал французский мебельщик Жан Мишель, обучавший русских мастеров. Из русских «охтенцев» известны плотники Носковы, Никифор Васильев и Матвей Яковлевич Веретенников. Оригинальным русским типом мебели является столик-бобик (название дано по столешнице, напоминающей форму боба). Такие столики делали охтенские мастера. За одним из «бобиков» по её собственным воспоминаниям любила по утрам работать Екатерина II. Столики снабжали выдвижными ящиками. Но мебели отечественного производства не хватало.
Позднее императрица Екатерина II, вспоминая время, когда она была ещё великой княгиней, жаловалась в своих записках на недостаток мебели: «Двор в то время был так бедно меблирован, что зеркала, стулья, столы и комоды перевозились из Зимнего дворца в летний, оттуда в Петергоф и даже ездили с ними в Москву. По дороге всё билось: ломалось… Приходилось сидеть на качающихся стульях, за столами на трёх ножках. И я решила мало-помалу покупать себе комоды, столы на собственные деньги».

## Мебель русского классицизма
В конце XVIII века в Петербурге действовали мастерские Андрея Мейера (упоминается с 1769 г.) и Христиана Мейера — немецкого мастера, который приехал в Санкт-Петербург в 1774 году из Копенгагена. Императрица Екатерина II закупала мебель в Париже у Жана-Анри Ризенера, мастера-мебельщика немецкого происхождения, ученика знаменитого Жана-Франсуа Эбена, также немца, королевского мебельщика при французском дворе Людовика XV. Ж.-А. Ризнер с 1774 года был поставщиком мебели переходного стиля от рококо к неоклассицизму для Людовика XVI в Париже.
Для интерьеров дворца в Павловске — усадьбы великокняжеской четы: Павла Петровича (будущего императора Павла I) и Марии Фёдоровны — мебель изготавливали русские мастера по рисункам швейцарского художника Анри-Франсуа-Габриэля Виолье, исполнявшего обязанности «инспектора кабинетов картин и эстампов». Виолье приехал в Россию из Вюртемберга, области на юго-западе Германии — родины Марии Фёдоровны, урождённой принцессы Вюртембергской. Мебель, спроектированная Виолье, близка французскому стилю Людовика XVI.
Поставщиком петербургского Двора в конце XVIII века был немецкий мастер Давид Рёнтген. В 1770 году он возглавил большую мастерскую в Нойвиде близ Кобленца (Рейнланд-Пфальц, западная Германия), затем работал в Париже. «Рёнтгеновская мебель» из красного дерева с маркетри и тонкими бронзовыми накладками была столь популярна, что её изготавливали и охтенские мастера, тоже именуя «рёнтгеновской». Давид Рёнтген приезжал в Петербург, сопровождая партии мебели, в 1784 и 1786 годах. Ныне эту мебель можно увидеть в Белом зале петербургского Эрмитажа.
Новая история русской мебели в Санкт-Петербурге периода классицизма и ампира начинается с приездом в Россию в 1790 году немецкого мастера Генриха Гамбса. Ученик Рёнтгена, Генрих Гамбс прибыл в российскую столицу вместе с Рёнтгеном, сопровождая партию мебели. Со временем продукция его мастерской стала так популярна, что появилось нарицательное выражение «гамбсова мебель». Магазин Гамбса находился сначала на Невском проспекте у Казанской церкви, затем на Большой Морской улице и на Итальянской улице «в собственном доме». Гамбс и его сыновья работали в России более полувека и создали целую эпоху и стилевое течение в мебельном искусстве. Магазины Гамбса становились достопримечательностью Петербурга, покупать в них мебель считалось престижным.
Генрих Гамбс усвоил приёмы мебельщиков французского неоклассицизма второй половины XVIII века: прямые линии, простые силуэты, бронзовые накладки в виде тонких изящных цветочных гирлянд и листьев, использование красного дерева и маркетри из тонкого шпона разных пород. На паях с австрийским коммерсантом Ионафаном Оттом он открыл в Петербурге собственную мастерскую, до 1800 года она называлась «Отт и Гамбс», позднее фамилия Отт исчезла из названия. Вначале Гамбс повторял лучшие образцы своего учителя, подражал французской мебели стиля «жакоб».
Одно из ранних произведений «Отта и Гамбса» 1790-х годов — бюро чёрного дерева с вставками из стекла и золотой фольги: эгломизе, хранящееся в Павловском дворце. В 1794 году по рисунку архитектора В. Бренны и его помощника К. Росси мастерская «Отт и Гамбс» выполнила стол-бюро для императора Павла I. Столешница на ножках токарной работы из слоновой кости мастера Н. Фрая украшена миниатюрным храмом-портиком с колонками слоновой кости и отделкой из янтаря. Внутри храма — бронзовая фигурка Весты, древнеримской богини домашнего очага.
Шедевром мастерской Гамбса стало бюро из красного дерева в ампирном стиле с цилиндрической крышкой, секретными механизмами и часами с музыкой. Его изготавливали в течение двадцати лет (1795—1815) в качестве заочного соревнования с таким же бюро, созданным Д. Рёнтгеном в 1783 году. Ныне бюро экспонируется в Зале Гамбса Зимнего дворца в Санкт-Петербурге.

## Мебель александровского классицизма и русского ампира
После 1800 года, в период правления императора Александра I мастерская Гамбса выполняла мебель по рисункам выдающихся архитекторов русского классицизма: А. Н. Воронихина, Л. Руска, К. И. Росси. В 1809—1810 годах такой мебелью обставляли комнаты Михайловского замка, Зимнего дворца, Павловского, позднее Нового Эрмитажа и Арсенального каре Гатчинского дворца. В 1815—1817 годах мастерская Гамбса занималась реставрацией мебели Зимнего дворца, в 1820-х — обновлением интерьеров Большого дворца в Царском Селе.
Из мебельных мастеров в первой половине XIX века известностью пользовался Андрей Иванович Тур (1790—1866). В 1811 году он основал в Санкт-Петербурге мебельную фабрику. Дело продолжали его сыновья. По рисункам К. И. Росси в стиле русского ампира работал Василий Иванович Бобков (1779—1855).
Гарнитур мебели для Белого зала Михайловского дворца в Санкт-Петербурге по рисункам К. И. Росси в стиле русского ампира — резного дерева с белым «французским лаком», позолотой и обитой ярко-синим шёлком (позднее цвета были изменены) — выполнял охтенский мастер Василий Бобков. Для Елагина дворца по рисункам Росси в петербургской мастерской И. И. Баумана в 1819—1822 годах изготовили гарнитур из тёмного клёна с небольшими вызолоченными бронзовыми розетками. В первой трети XIX века успехом продолжала пользоваться «гамбсова мебель», а также мебель из светлой карельской берёзы и похожей на неё древесины тополя. Карельскую берёзу предварительно морили квасом, традиционным русским напитком, отчего древесина приобретала необычный «малахитовый» оттенок. Под тонким слоем светлого лака натуральная и морёная берёза даёт красивый охристый тон, испещрённый мелкими тёмными завитками текстуры. На Руси такой узор называли червча́тым, червлёным; или, по-французски, вермикуле́ (фр. vermiculaire — червеобразный).
Мебель из карельской берёзы не сочетали с позолоченной бронзой, а дополняли деталями матово-чёрного тонированного дерева и тонкими латунными обрамлениями. В российской столице в большом количестве делали и «английскую мебель» из красного дерева по гравюрам из альбомов Томаса Чиппендейла и Джорджа Хэпплуайта. Её производили охтенские мастера.

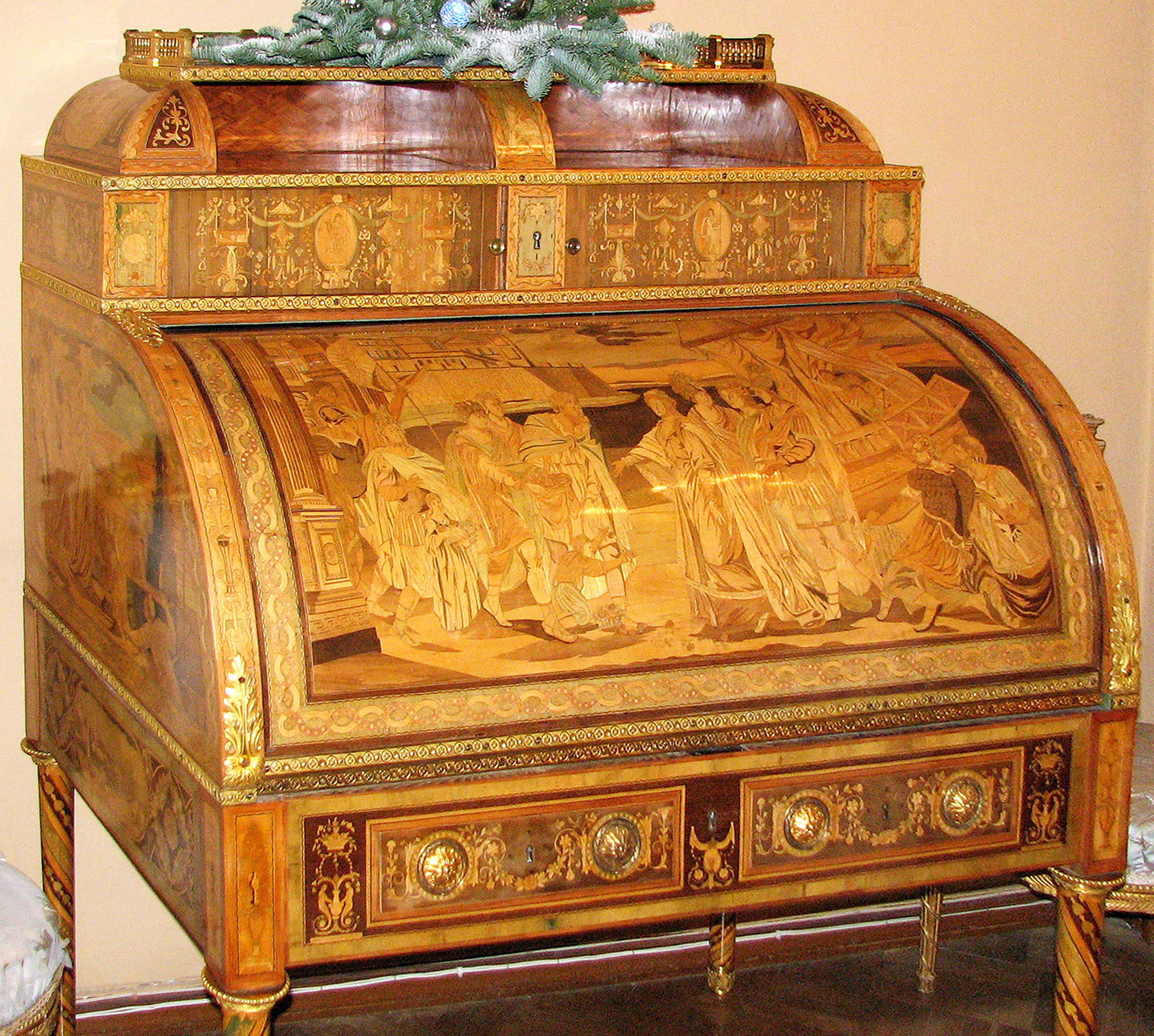
Цилиндрическое бюро Екатерины II с маркетри "Путешествие императрицы в Крым". 1787. Мастер М. Я. Веретенников. большой дворец, Царское Село
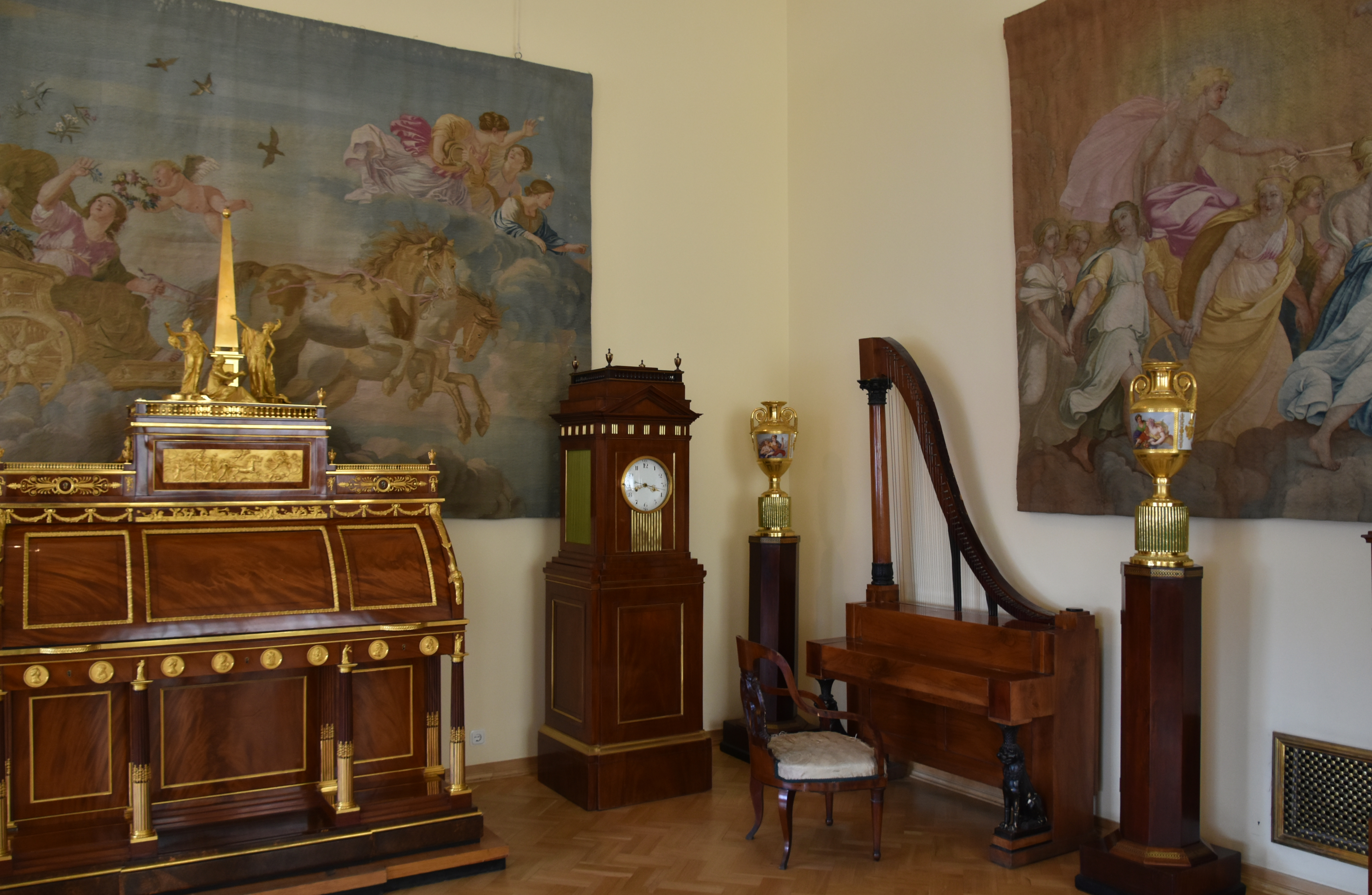
«Зал Гамбса» (зал 185) в экспозиции Эрмитажа, Санкт-Петербург. Цилиндрическое бюро. Мастерская Гамбса. 1795—1815
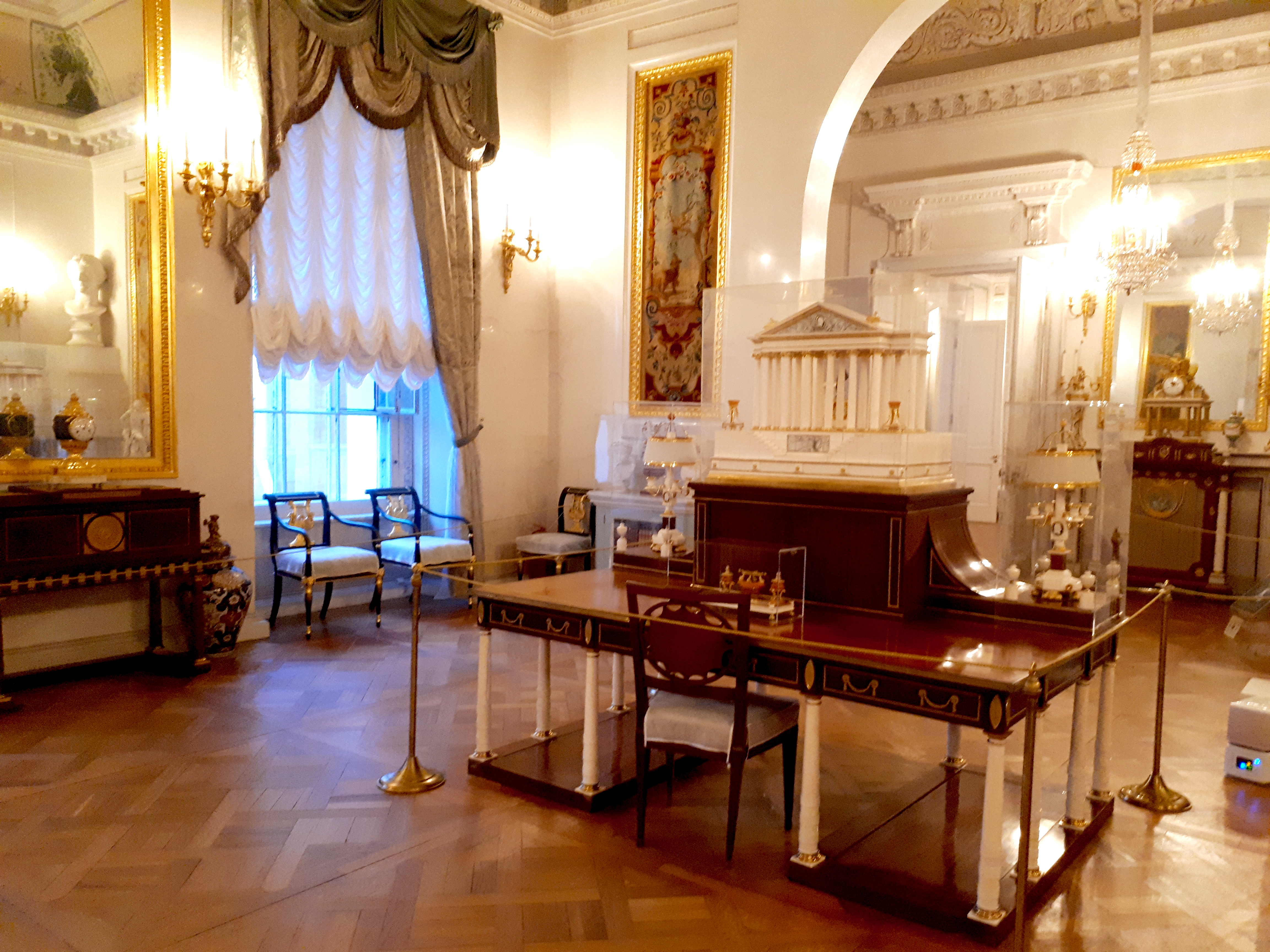
Большой дворец в Павловске. Парадная библиотека Павла I. Стол-бюро. 1794. По рисунку архитектора В. Бренны. Мастерская «Отт и Гамбс»
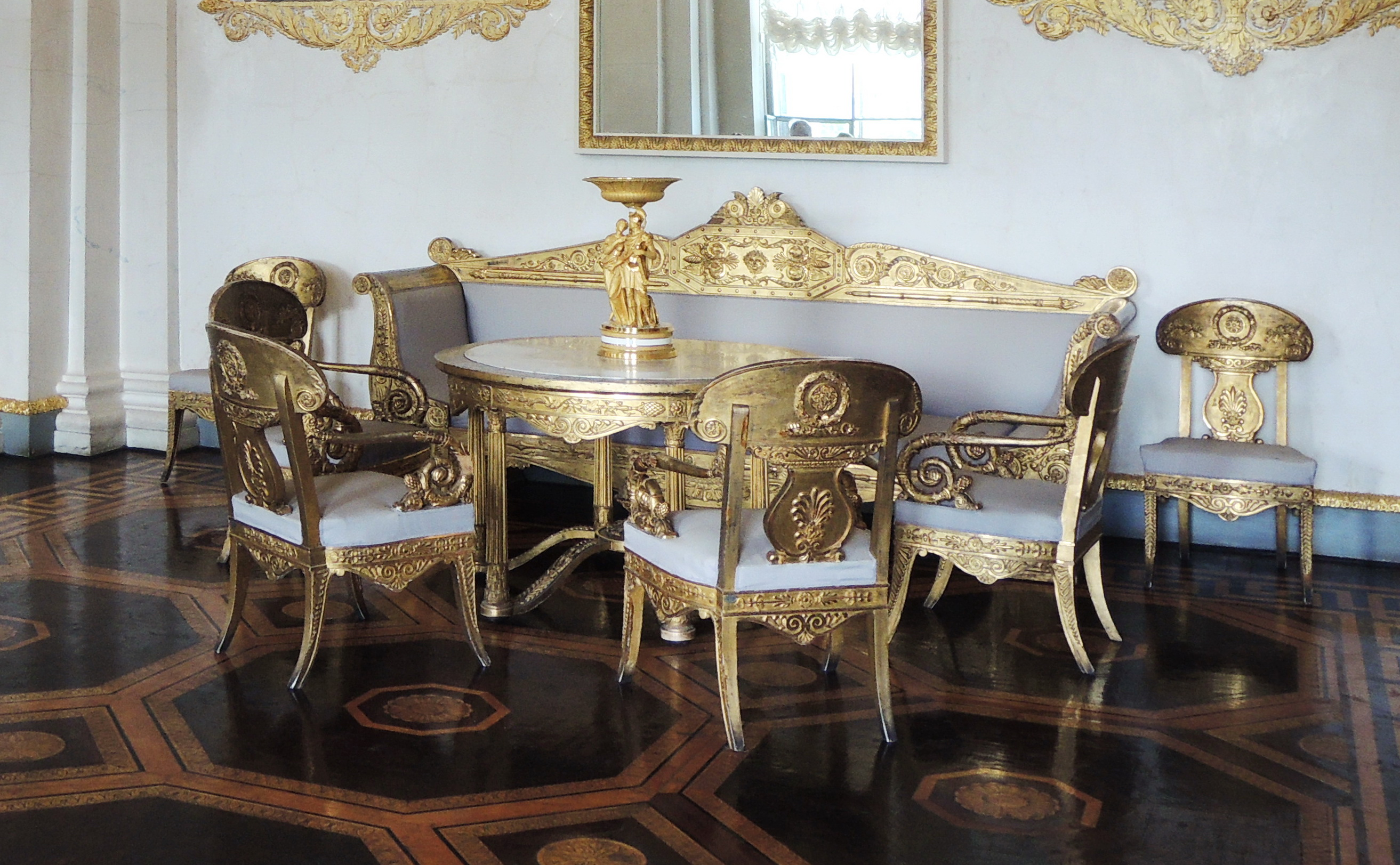
Гарнитур мебели Белого зала Михайловского дворца. В. И. Бобков по рисункам К. И. Росси. 1825
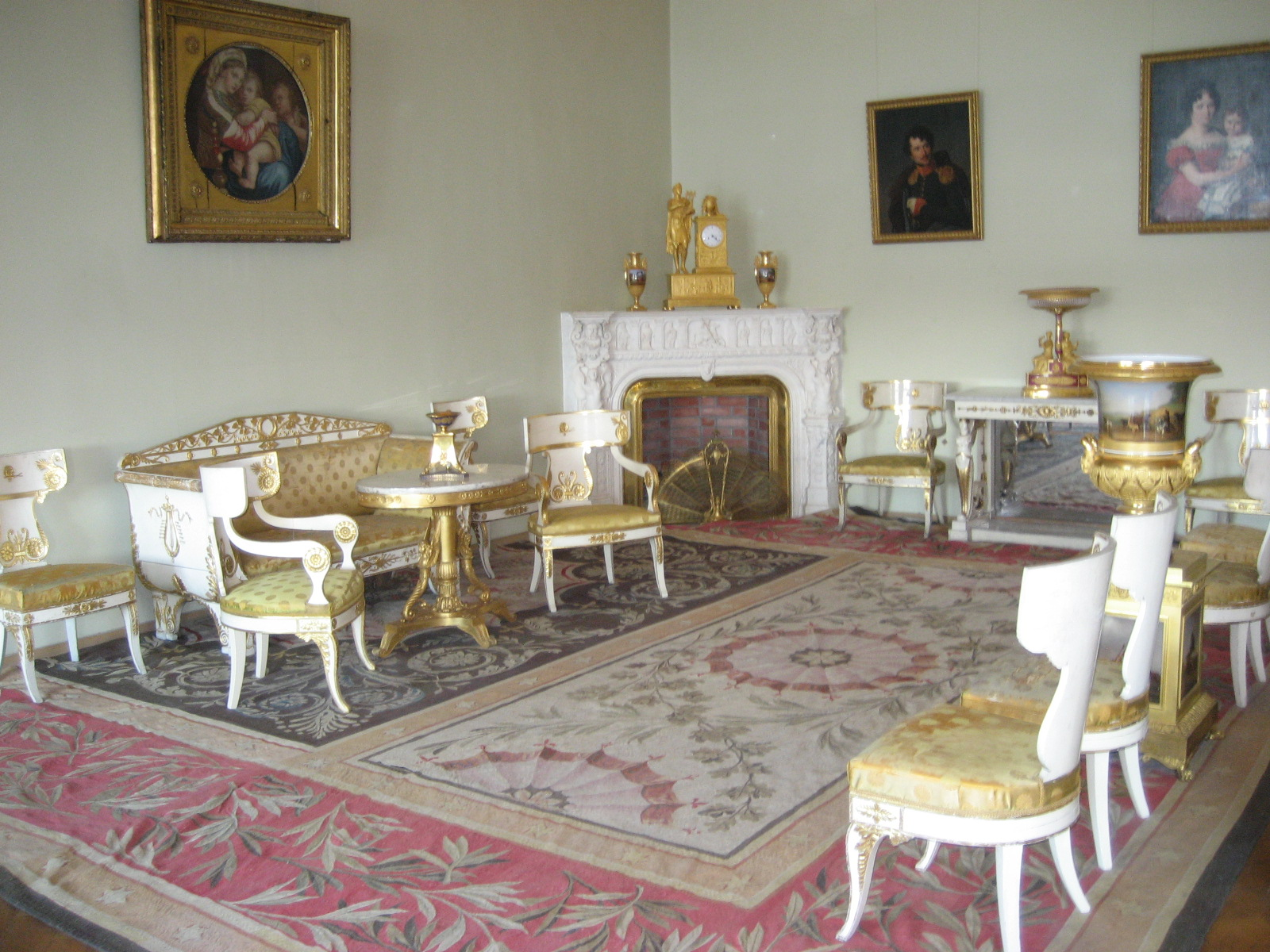
«Зал Росси» (зал 186) в экспозиции Эрмитажа, Санкт-Петербург
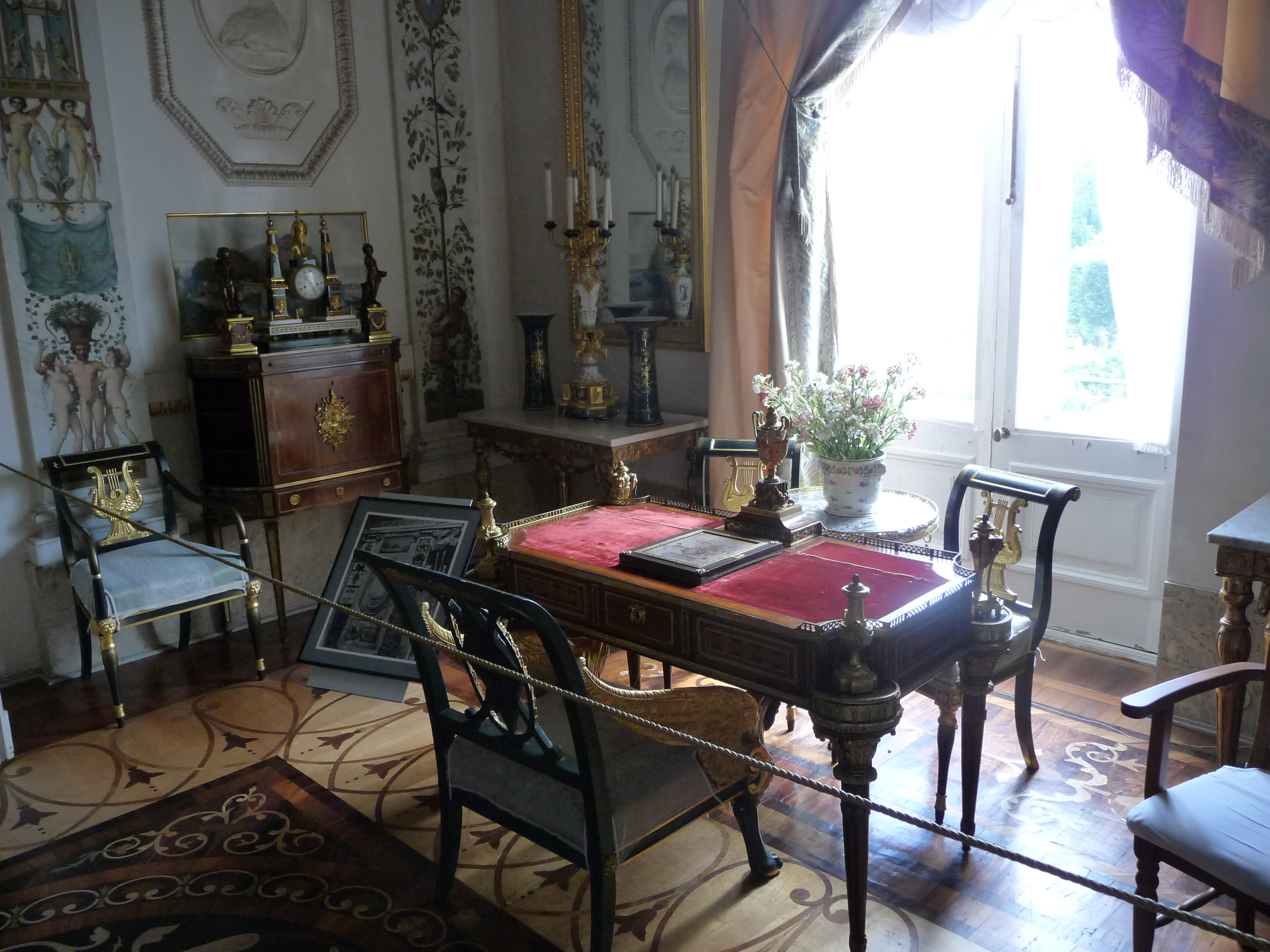
Большой дворец в Павловске. Будуар. Мебель по рисункам А. Н. Воронихина
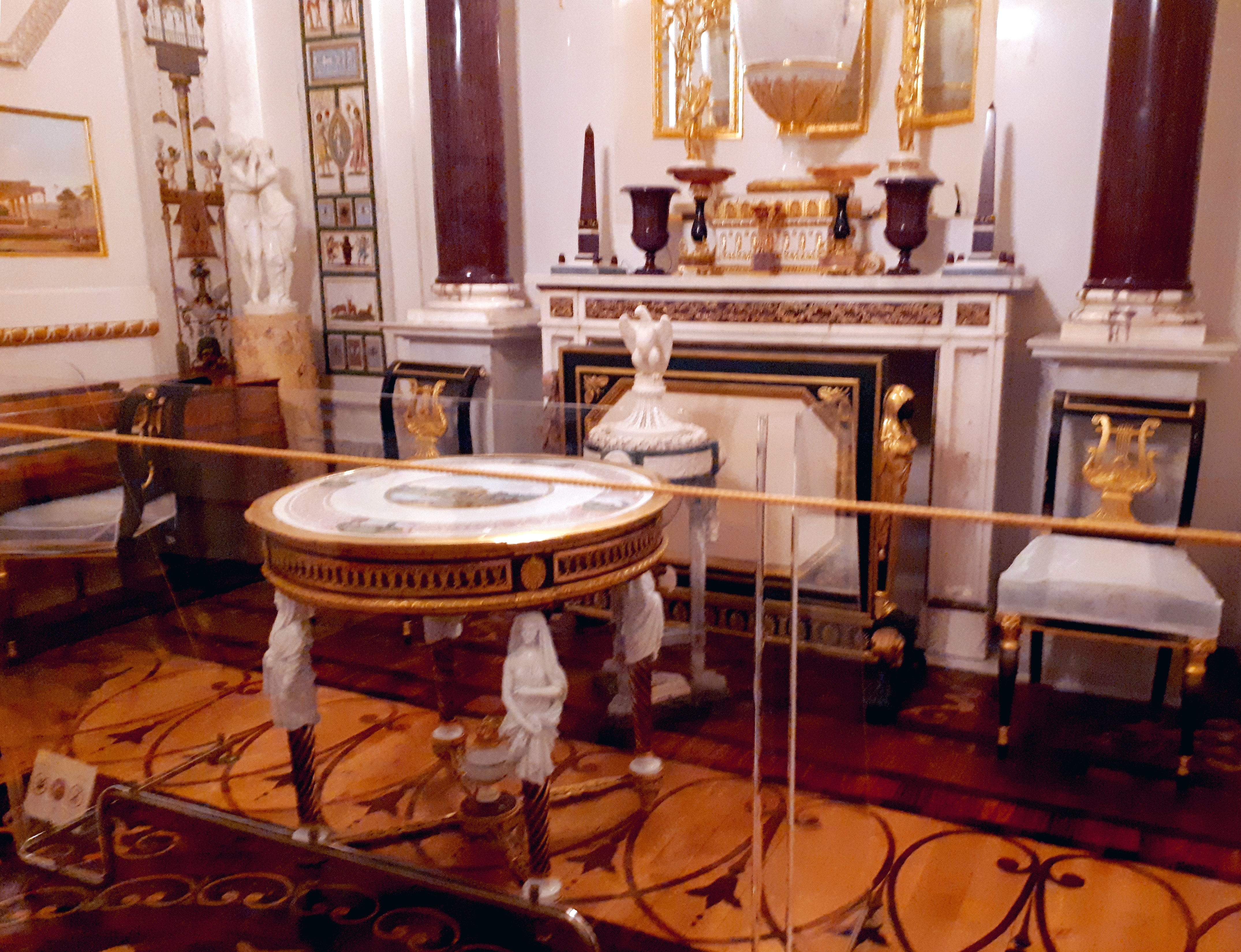
Большой дворец в Павловске. Будуар. Столик по рисунку архитектора Н. А. Львова
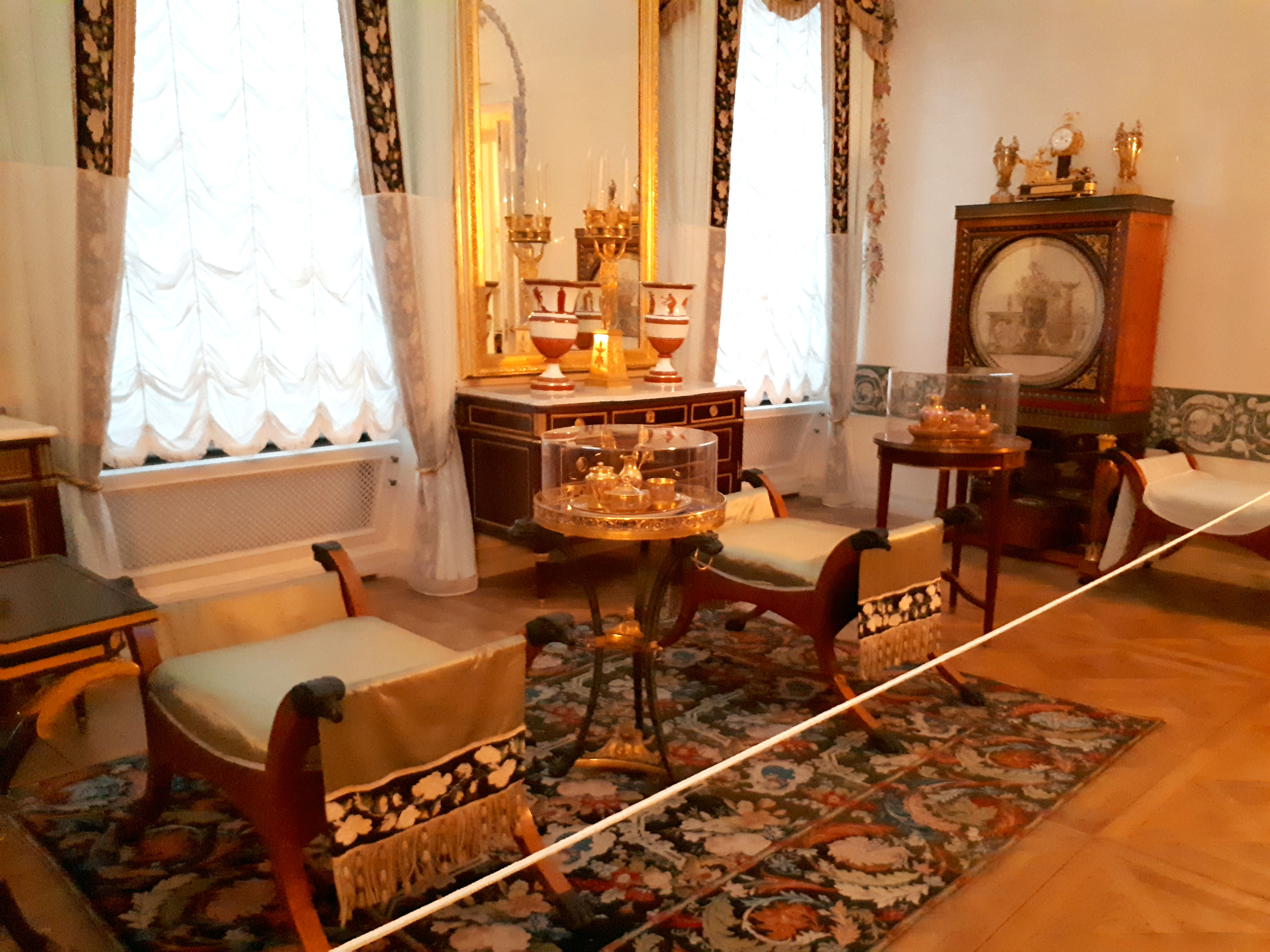
Большой дворец в Павловске. Спальня Марии Фёдоровны. Мебель по рисункам А. Н. Воронихина

В моду входили небольшие круглые столики на одной ножке типа геридона или дам-вейтера, диваны с высокими спинками, бюро, кресла с типичными для русской мебели спинками «корытцем» или локотниками в форме лебединых шей. Такая мебель отражает вкусы «русского бидермайера» первой трети XIX века. Иногда её называют «русским жакобом», подчёркивая отдалённую связь со столичной мебелью в стиле французского ампира.
Особое место в истории русского декоративно-прикладного искусства занимает мебель, сделанная по рисункам архитектора А. Н. Воронихина для дворца в Павловске. Черты западноевропейского классицизма сочетаются в ней с русскими мотивами. Так, например, оригинальную композицию кресла-жардиньерки для библиотеки императрицы Марии Фёдоровны в Павловске Воронихин заимствовал из альбома П. Н. Бовале, изданного в Париже в 1804 году. В этом альбоме воспроизведены также проекты мебели Шарля Персье и Пьера Фонтена, законодателей стиля ампир. Ранее, в 1789—1790 годах А. Н. Воронихин изучал архитектуру в Париже. Позднее он претворял античные мотивы через искусство Франции, но по-русски усиливал сочность и цветность, контрастность различных материалов. Одним из характерных приёмов «воронихинской мебели» является включение в ампирную мебель из красного дерева и позолоченной бронзы вышивки цветами по шёлку или полотну. Ткани для мебели своего любимого архитектора выбирала сама Мария Фёдоровна, она же украсила вышивкой по канве столешницу столика для рукоделия. Другие вышивки для дворцовой мебели выполняли девушки из сиротских приютов Ведомства Императрицы Марии.

## Мебель периода историзма и неостилей
В 1840-х годах дело продолжали сыновья Гамбса, ставшие совладельцами отца ещё при его жизни. У Генриха Даниэля Гамбса с женой Шарлоттой было пятеро сыновей: Пётр Генрихович (1802—1871), Александр (1804—1862), Эрнест Фердинанд (1805—1849), Густав Генрихович (1806—1875) и Людвиг Генрихович. Семейным делом с 1828 года руководил старший сын Петра — Генрих Гамбс Младший (1832—1882). В 1836 году Пётр Генрихович построил собственный дом № 17 на Итальянской улице.
В 1826—1829 годах в мастерских Гамбса выполняли ответственный заказ: «готическую мебель» для Коттеджа в Петергофе по рисункам архитектора А. Менеласа. Мастера Гамбса сделали игрушечную миниатюрную мебель для знаменитого Нащокинского домика.
В 1847 году по проекту архитектора А. И. Штакеншнейдера братья Гамбс создали мебель для «Розовой гостиной» Зимнего дворца в стиле «второго рококо» (1846—1847). Братья Гамбс оставались официальными поставщиками Двора до 1848 года. Мастера в зависимости от времени и обстоятельств использовали самые разные стили и неостилевые модификации: ампир, стиль «помпадур», неоренессанс, второе рококо. Возрождали и барочные, а также эклектичные необарочно-рокайльные формы с волнистыми линиями и скруглёнными углами. Такую мебель изготавливали из ореха или дуба, с рельефной резьбой, бархатной или шёлковой обивкой. В 1840-х годах эта мебель хорошо вписывалась в обычные жилые интерьеры, оформленные в соответствии с модой на австро-германский бидермайер. Она стала характерной приметой и дворянского, и мещанского интерьера. С этого времени определение «гамбсова мебель» стало означать чуть ли не всю мебель, отличающуюся добротностью, прочностью и удобством, но слегка безликую. Отсюда ироничное отношение к ней в русской литературе. Поэтому термин «гамбсова мебель», появившийся в 1920-х годах, является не стилевой, а историко-культурной характеристикой. Фирма «Гамбс» прекратила существование в 1860-х годах.

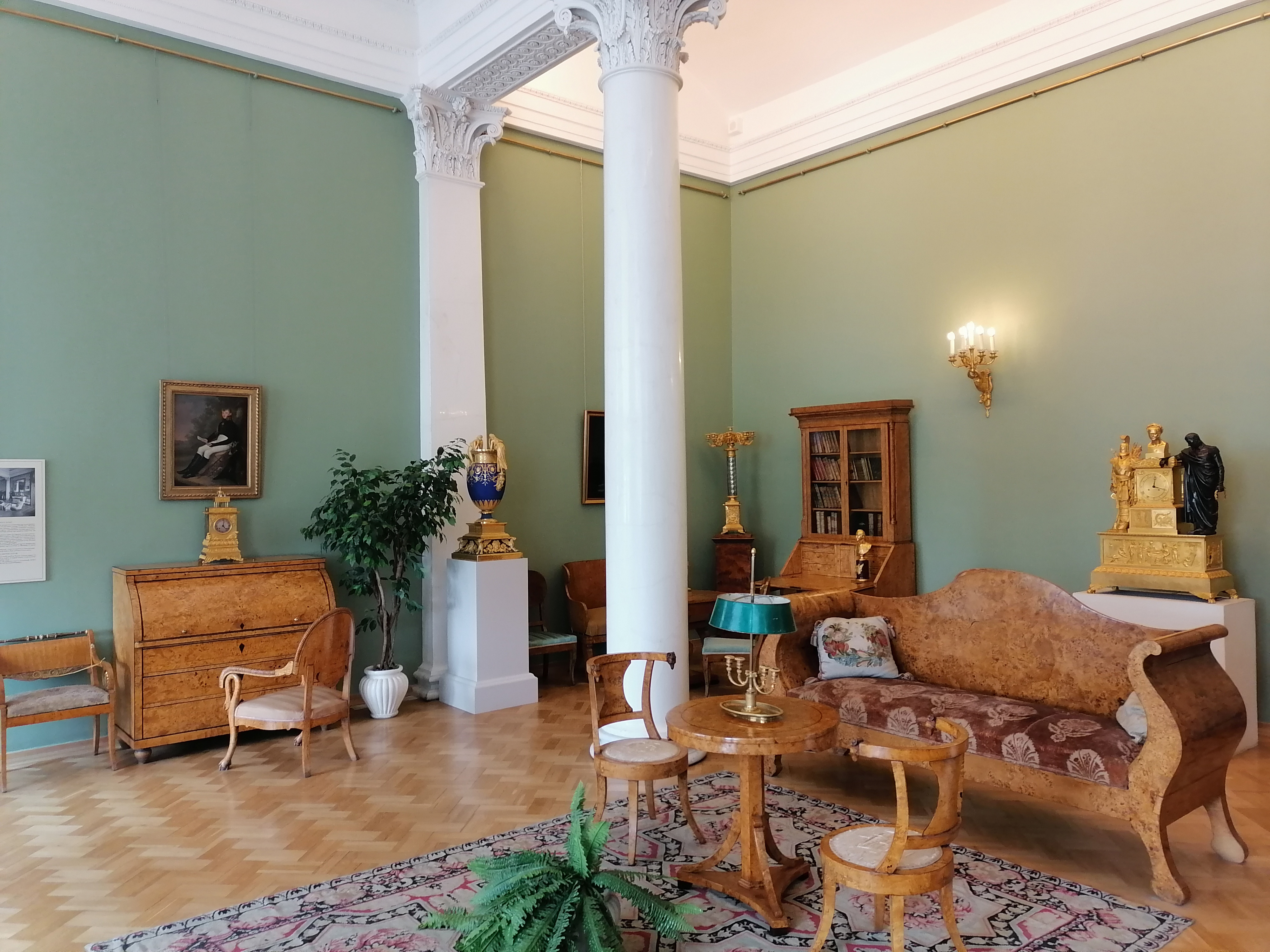
Интерьер в стиле русского бидермайера. Мебель по рисункам архитекторов А. П. Брюллова и А. Ф. Красовского. Зал 184 экспозиции Эрмитажа. Санкт-Петербург
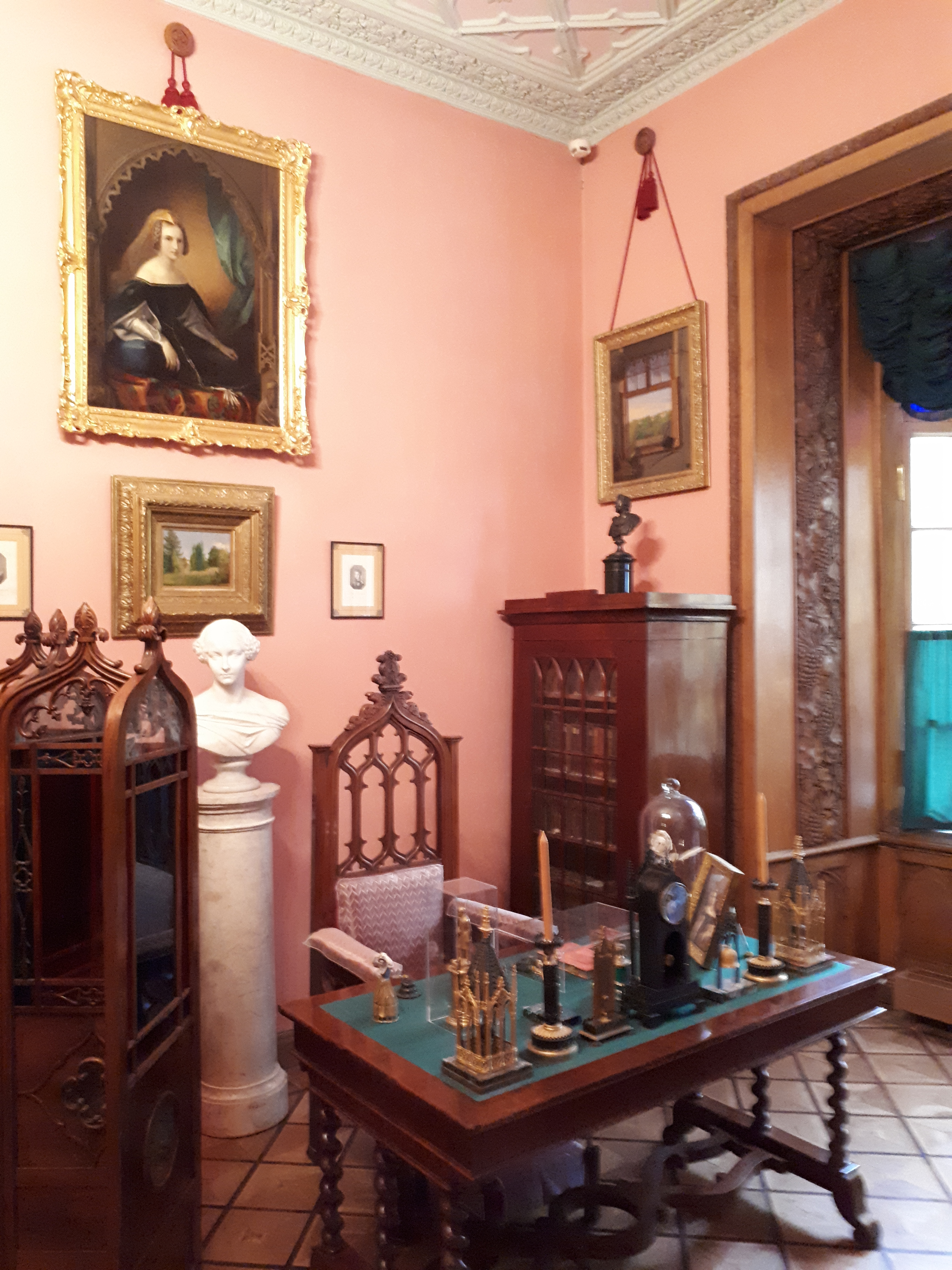
Кабинет Александры Фёдоровны. Коттедж, Петергоф. Мебель мастерской Г. Гамбса. 1826—1829
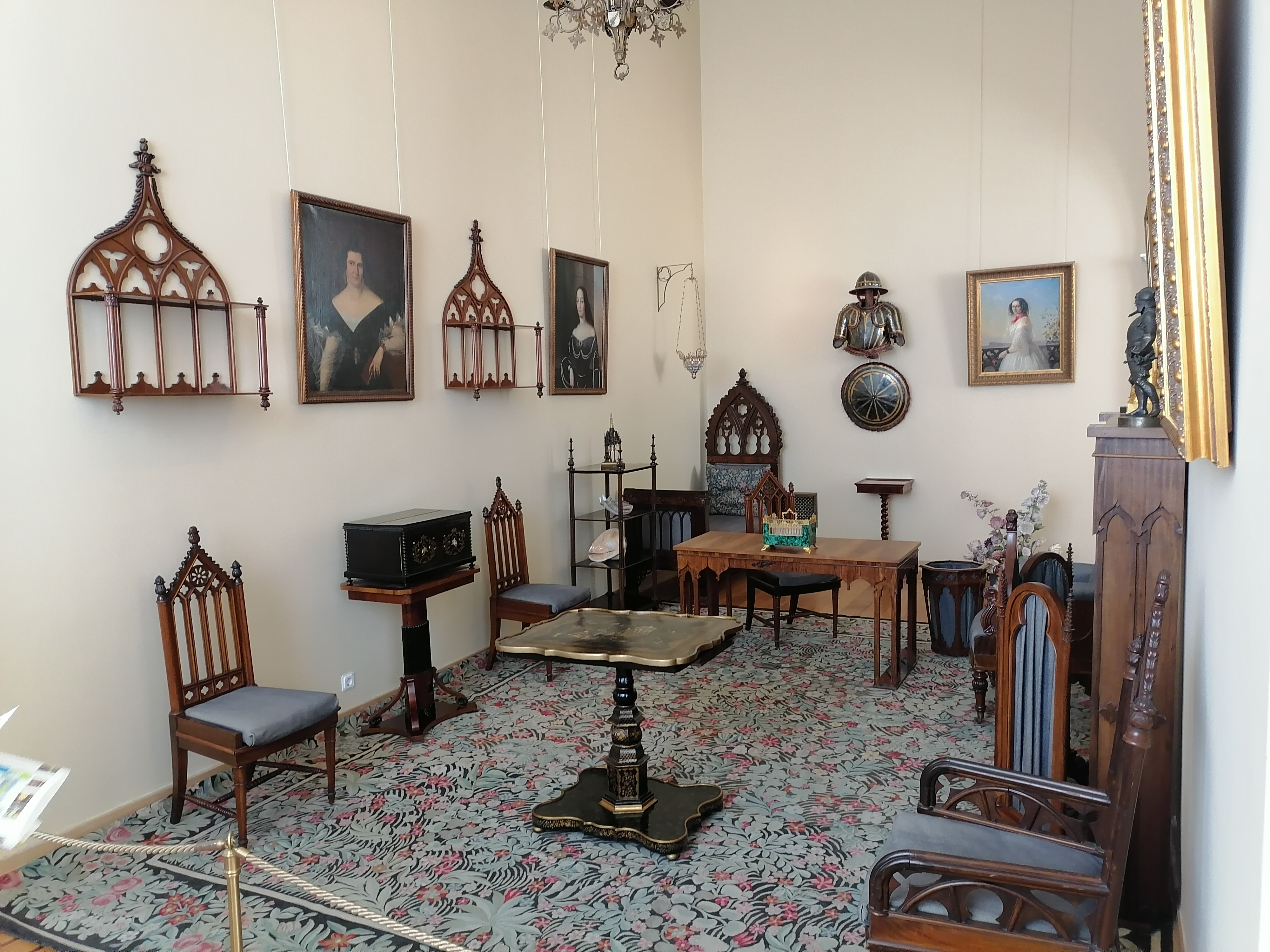
Мебель усадьбы Голицыных-Строгановых в Марьино. 1830-е гг. Мастерская братьев Э. и П. Гамбс. Санкт-Петербург. Зал 182 экспозии Эрмитажа
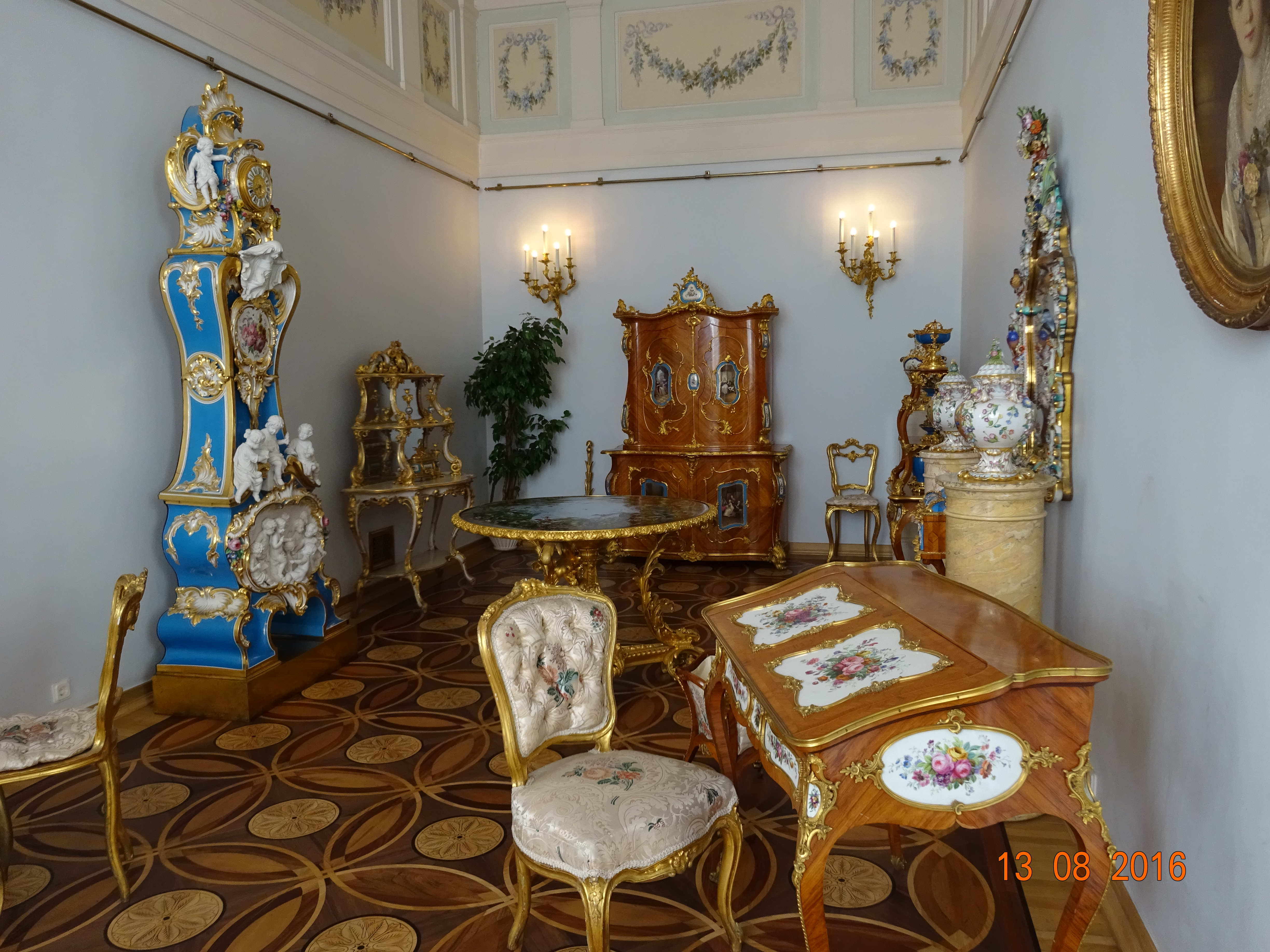
Гарнитур мебели «Розовой гостиной» (не сохранилась) Зимнего дворца. По проекту А. И. Штакеншнейдера. 1846—1847. Зал 183 экспозии Эрмитажа. Санкт-Петербург
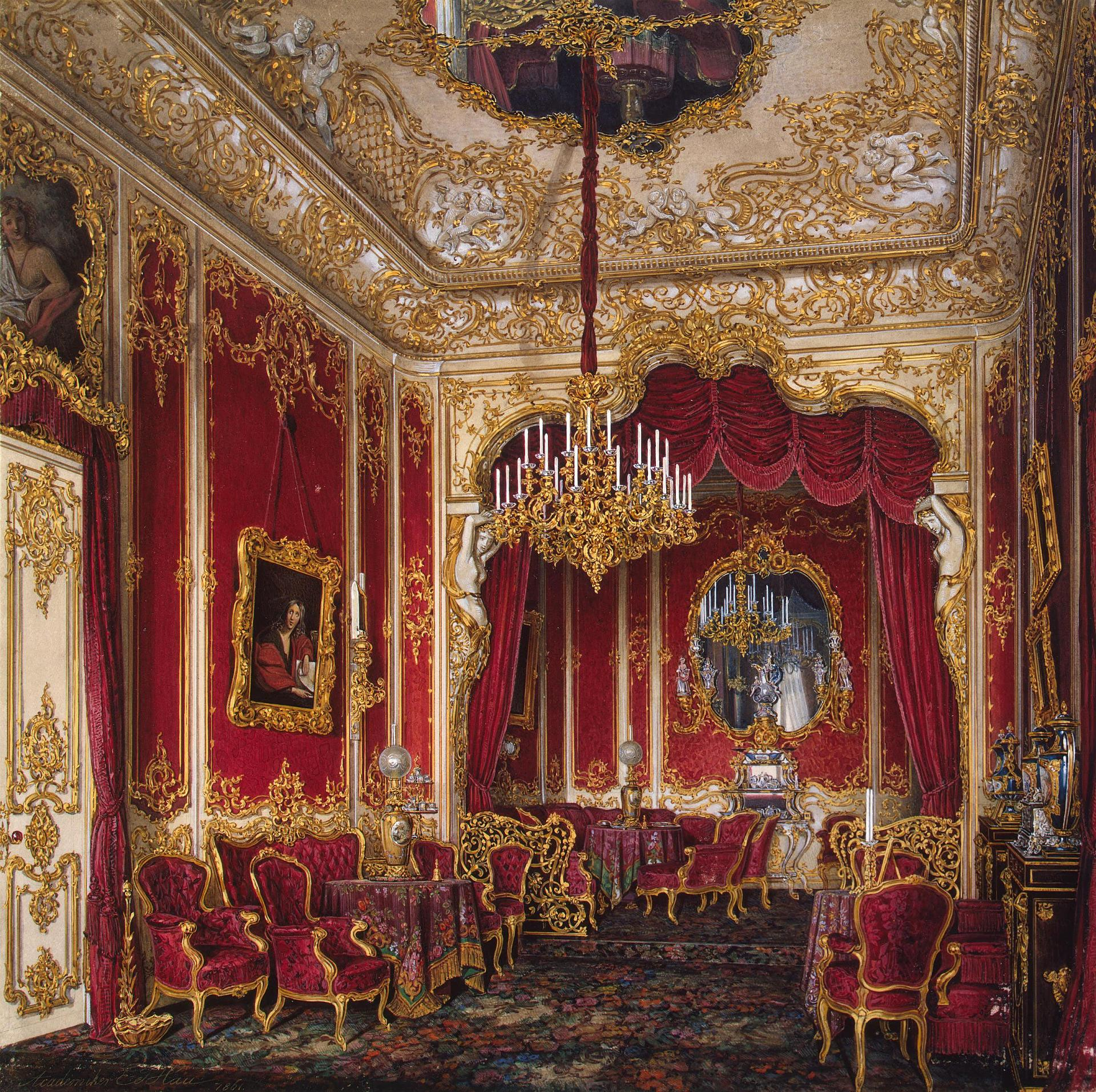
Будуар Марии Александровны в Зимнем дворце.  Архитектор Г. Э. Боссе. 1853. Акварель Э. П. Гау. 1861
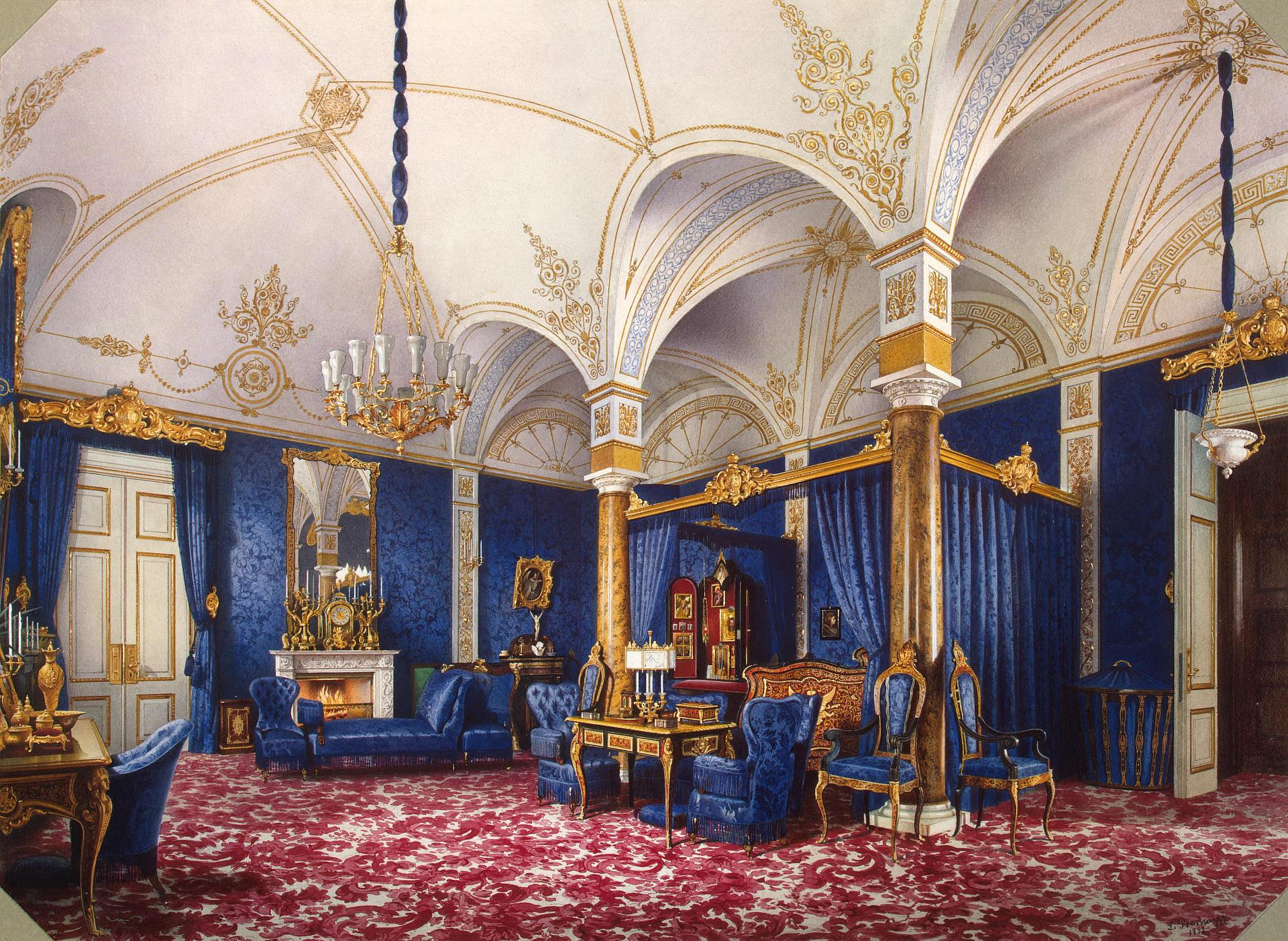
Спальня Марии Александровны в Зимнем дворце. Акварель Л. Премацци. 1859
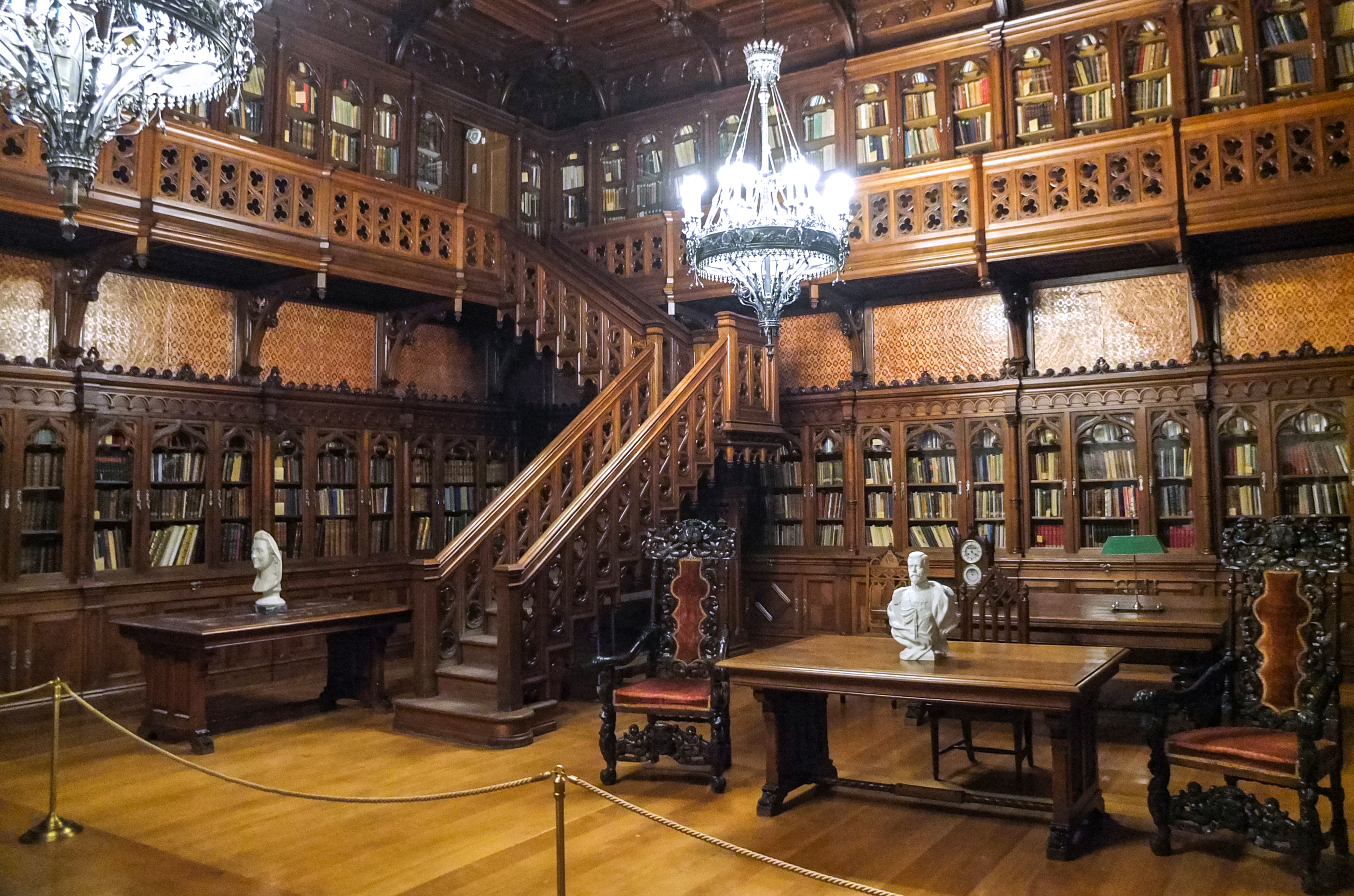
«Готическая библиотека» Николая II в  Зимнем дворце. Проект архитектора А. Ф. Красовского. 1894—1895

В период модерна с усилением романтических настроений в России, как и в странах Западной Европы, вновь возникает увлечение готическим стилем. Так в Зимнем дворце по проекту архитектора А. Ф. Красовского в 1894—1895 была создана «Готическая библиотека» императора Николая II. Мебель с «готической резьбой», бархатной обивкой и тиснёной кожей выполнили мастера фирмы «Ф. Мельцер». Архитектор Роберт-Фридрих Мельцер вместе с братом, фабрикантом Фридрихом (Фёдором Фёдоровичем) Мельцером в 1894 году стал совладельцем фирмы, разрабатывал проекты мебели и изделий прикладного искусства в разных неостилях.